# Pieskowa Skała (Sułoszowa)
Pieskowa Skała – część wsi Sułoszowa w Polsce, położona w województwie małopolskim, w powiecie krakowskim, w gminie Sułoszowa, na Wyżynie Olkuskiej.
W latach 1975–1998 Pieskowa Skała administracyjnie należała do województwa krakowskiego.

## Zabytki
Obiekty wpisane do rejestru zabytków nieruchomych województwa małopolskiego.
- Zespół zamkowy: zamek, oficyna z bramą i basztą, fortyfikacje bastionowe, ogród kwaterowy, park;
- zajazd (willa „Chopin”).